# Calligonum junceum
Calligonum junceum (Fisch. & C.A.Mey.) Litv. – gatunek rośliny z rodziny rdestowatych (Polygonaceae Juss.). Występuje naturalnie w Iranie, Turkmenistanie, Kazachstanie, Tadżykistanie, Chinach (w regionach autonomicznych Mongolia Wewnętrzna i Sinciang), Mongolii oraz Rosji (w zachodniej części Syberii).

## Morfologia
PokrójZrzucający liście krzew dorastający do 0,4–1 m wysokości.
LiścieBlaszka liściowa równowąska, o długości do 2–6 mm i wierzchołku ostrym.
KwiatyZebrane po 2–4 w pęczki, rozwijają się w kątach pędów. Listki okwiatu są zróżnicowane, mają owalny kształt i żółtawą barwę, mierzą do 3 mm długości.
OwoceElipsoidalne, o długości do 9–20 mm oraz szerokości 7–10 mm.

## Biologia i ekologia
Rośnie na stepach, pustyniach oraz wydmach. Występuje na wysokości do 800 m n.p.m. Kwitnie od kwietnia do czerwca, natomiast owoce dojrzewają od maja do lipca.